# Choltice
Choltice (in tedesco Choltitz) è un comune mercato della Repubblica Ceca facente parte del distretto di Pardubice, nella regione omonima.